# Extragalaktikus csillagászat

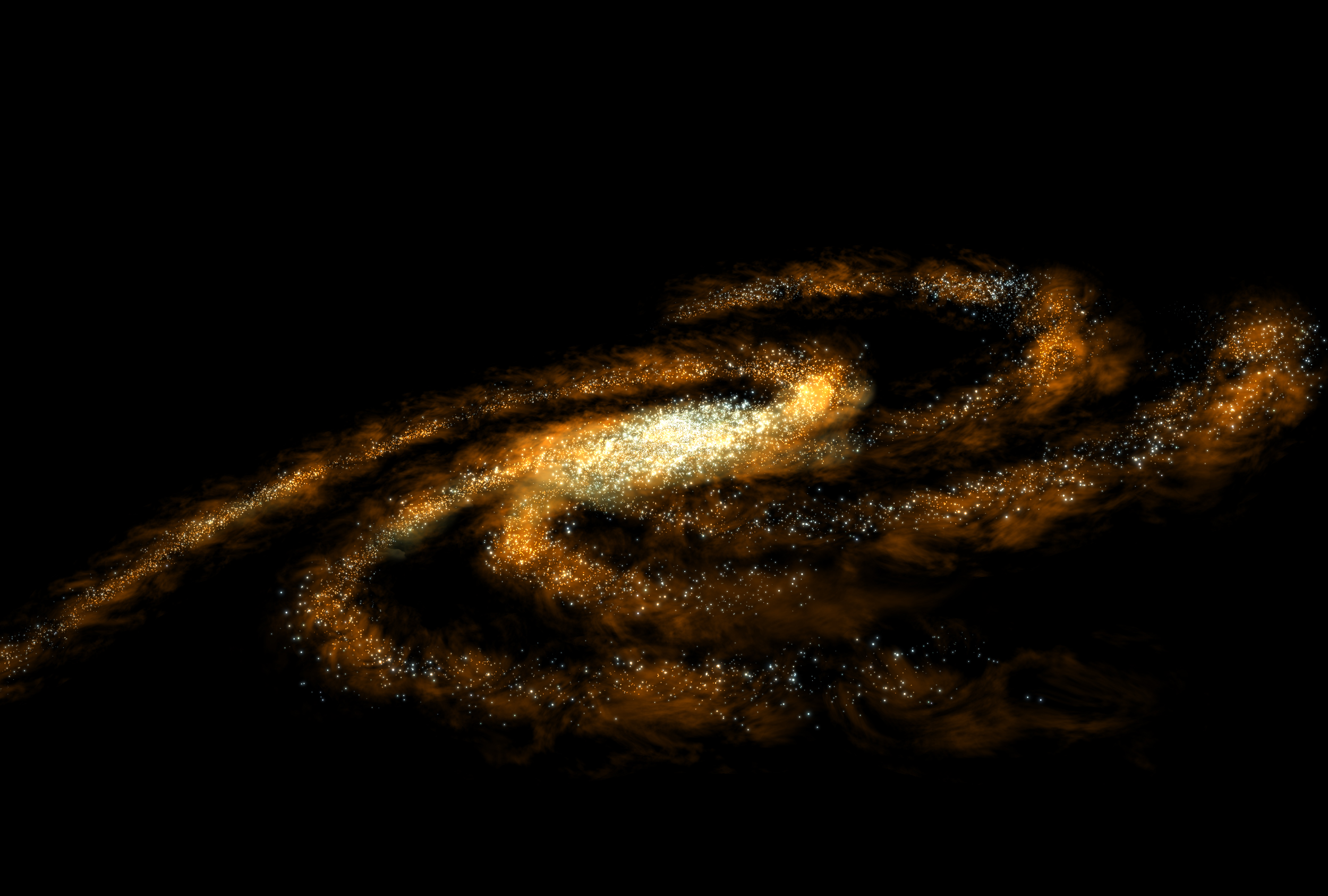
Fantáziakép a Tejútrendszerről

Az extragalaktikus csillagászat a csillagászat tudományának azon ága, mely az univerzum Tejútrendszeren kívüli objektumaival foglalkozik. Manapság, a megfigyelési technika rohamos fejlődése révén az extragalaktikus csillagászat hivatott a világegyetem nagy léptékű szerkezetének felderítésére. Eredményei között szerepel nem csak a közeli galaxisok feltérképezése, hanem a galaxishalmazok és galaktikus szuperhalmazok térbeli elhelyezkedésének vizsgálata is. Az extragalaktikus csillagászat vizsgálódásának területe a Tejútrendszer peremétől a vörös határig terjed, mely az a legtávolabbi hely és legrégebbi állapot, ahonnan (illetve amilyen régről) bármilyen információ képes eljutni hozzánk.
Bár óriási távolságokról van szó, mégis nemcsak a hivatásos csillagászok foglalkozhatnak az extragalaktikus objektumokkal. Az amatőrcsillagászok távcsöveivel is számos – általuk – úgynevezett mélyégobjektumot figyelhetnek meg. Ezek közé sorolják a galaxisokat is. A felfedezés öröméből az elhivatott amatőrcsillagászok is kivehetik részüket, ha először pillantanak meg egy extragalaktikus szupernóvát. Szupernóvát galaxisban már magyar amatőrcsillagász is fedezett fel saját, mélyég objektumok megfigyelésére is alkalmas távcsövével.

## Az extragalaktikus objektumok megfigyelésének rövid története
Az éjszakai égbolton a csillagokon kívül néhány halvány, elmosódott, nem csillagszerű jelenség is megfigyelhető, melyek azonban a csillagokhoz hasonlóan nem változtatják az égbolton elfoglalt helyüket. A város fényeitől távoli helyen szabad szemmel is megfigyelhető például az Androméda-köd (az Andromeda csillagképben), vagy az M33 galaxis (a Triangulum csillagképben). A déli félteke embere felfigyelhet a Kis és Nagy Magellán Ködre. Mindezeknek a ködszerű képződményeknek számbavétele a csillagászat viszonylag késői szakaszában kezdődött.

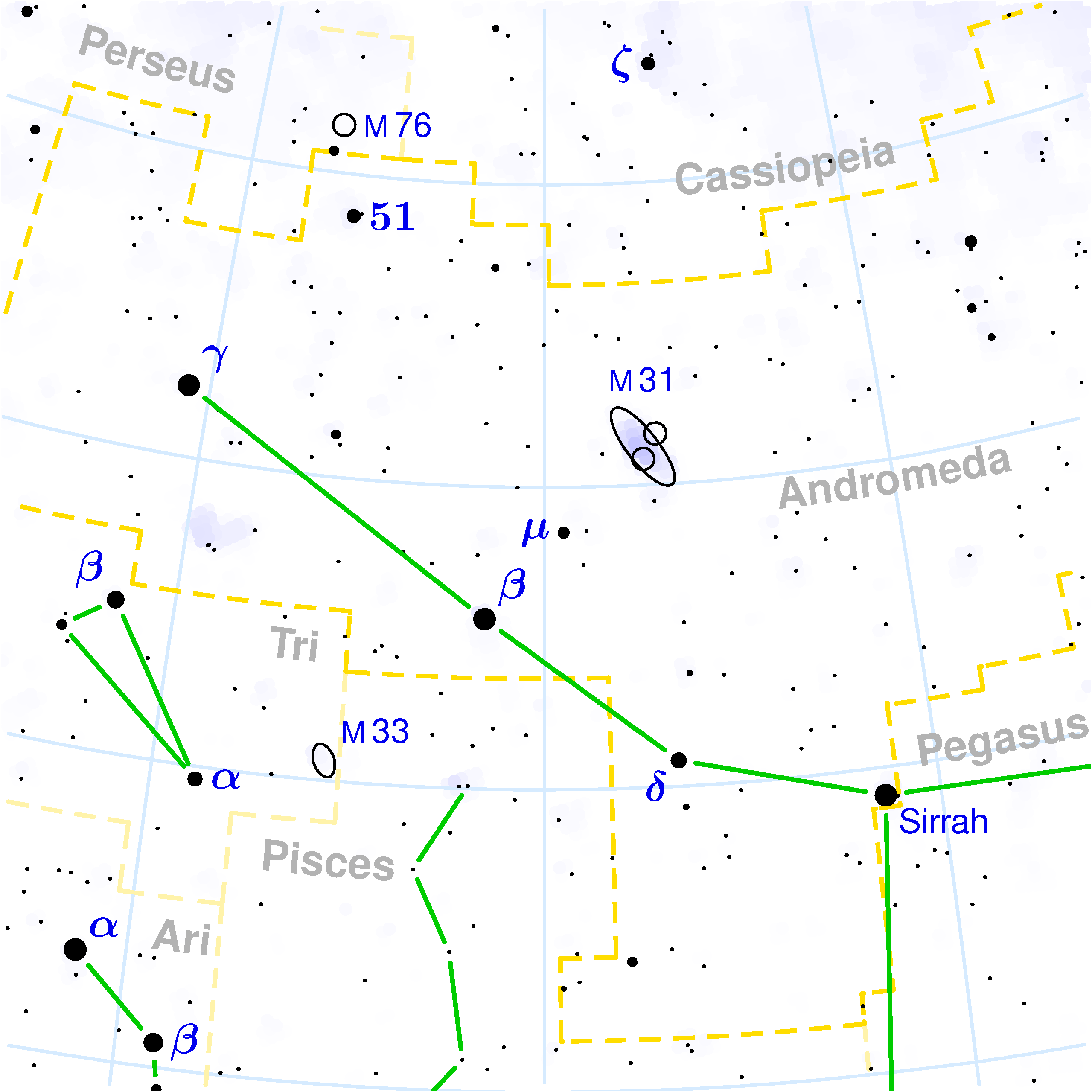
Az Andromeda csillagképet ábrázoló csillagtérkép

Bár az Androméda-ködről már a X. században élt Al-Szufi arab csillagász is írt, a legtöbb ilyen objektum felfedezéséhez várni kellett a távcső feltalálásáig, sőt száz évvel azután sem ismertek több ilyen objektumot, mint a középkor tudósai. Aki először listát készített az égi ködökről, az Charles Messier francia csillagász volt az 1770-es években. Katalógusában, a róla elnevezett Messier-katalógusban 103 objektumot sorolt fel (innen ered például az Androméda-köd M31 illetve a Triangulum-köd M33 kódszáma). Természetesen ezekről abban a korban egyáltalán nem lehetett tudni, hogy milyen távolságban vannak. Még a 19. század végén sem volt könnyű megkülönböztetni a Tejútrendszer csillaghalmazait és ködeit a feltehetően extragalaktikus képződményektől. A szisztematikus kutatást a Messier Katalógus hatására az Uránusz bolygó felfedezője, William Herschel kezdte el, majd ezt folytatta fia, John Herschel. 1864-ben tették közzé „A General Catalogue of Nebulae and Clusters of Stars” (Ködök és csillaghalmazok általános katalógusa) című munkájukat, a GC katalógust, mely már 5079 ilyen képződményt tartalmazott. Az 1888-tól 1908-ig terjedő időszakban Dreyer dán csillagász és munkatársai hozták létre a New General Catalogue (NGC-katalógus) gyűjteményt és ennek kiegészítéseit, az Index Katalógusokat (IC I. és IC II.). Mindeddig a kutatók nagyrészt távcsöves észlelésre támaszkodtak. A fototechnika elterjedése során vették észre, hogy a galaxisok száma jóval nagyobb annál, mint amennyit érdemes lenne katalógusba foglalni. Az 1930-as évekre már 12 000-re becsülték a számukat. Az 1960-as években már 800 000 extragalaxist tüntettek fel a fotókatalógusokban.
A tudomány számára az 1910-es, 1920-as években vált nyilvánvalóvá, hogy a mélyégobjektumok katalógusaiban szereplő ködök 90%-a nem galaktikus képződmény. A geometriai és fotometriai távolságmérési módszerek alkalmazása során kiderült, hogy a Tejútrendszer legtávolabbi csillagainál is messzebb elhelyezkedő objektumokról van szó. Ezt erősítette, hogy a fotólemezeken már a csillagködök belső szerkezetét is ki lehetett venni. Ekkor hozták létre az első morfológiai osztályozásokat. Máig elterjedt Edwin Hubble galaxisosztályozási módszere (Hubble-típusok). Itt kell megjegyezni, hogy a galaxisok spektroszkópiai vizsgálata fontos kozmológiai felfedezéseket eredményezett. Hubble és munkatársai 1931-ben arra a megállapításra jutottak, hogy a galaxisok távolsága egyenesen arányos a távolodási sebességükkel, sőt az univerzum minden extragalaktikus objektuma távolodik tőlünk, azaz a világegyetem tágul (Hubble-törvény).

## Extragalaxisok
A következő táblázat a legközelebbi extragalaxisok adatait mutatja.
Csk: csillagkép; lII, bII galaktikus hosszúság és galaktikus szélesség fokokban (galaktikus koordináta-rendszer), R. A. és dec rektaszcenzió és deklináció (ekvatoriális koordináta-rendszer), r: távolság kiloparszekben, D: átmérő kiloparszekben, m: abszolút fényesség magnitúdóban, M: tömeg 109 naptömegben
| Galaxis neve   | Katalógusszám       | Csk | Típusa | lII | bII | R. A.      | dec       | Távolság  | Átmérő | mpg    | M   | Méret          |
| -------------- | ------------------- | --- | ------ | --- | --- | ---------- | --------- | --------- | ------ | ------ | --- | -------------- |
| Tejútrendszer  | –                   | –   | Sb     | –   | –   | –          | –         | 10        | 30     | −20,5m | 100 | –              |
| SMC            | NGC 292             | Tuc | Ir I   | 303 | −45 | 0h 52,7m   | −72o 50m  | 50        | 6,3    | −17,8m | 14  | 5o x 3o        |
| LMC            |                     | Men | dSB    |     |     | 05h 23m    | −69o 45m  | 1,7*105fé |        | −17,4m |     | 10,75o x 9,17o |
| Androméda      | NGC 224, M 31       | And | Sb     | 121 | −21 | 00h 42m    | +41o 16'  | 690       | 33     | −16,2m | 2   | 180' x 63'     |
| –              | NGC 221, M 32       | And | E 2    | 121 | −22 | 00h 42m    | +40o 51'  | 690       | 0,7    | −18,5m | 14  | 7,6' × 5,8'    |
| –              | NGC 205             | And | E 5    | 121 | −21 | 00h 40m    | +41o 41'  | 690       | 2,4    | −15,9m | 8   | 22' x 11'      |
| –              | NGC 598, M 33       | Tri | Sc     | 135 | −21 | 01h 33,9m  | +30o 39'  | 720       | 14     | −18,5m | 14  | 73' x 45'      |
| –              | NGC 6822, IC 4895   | Sgr | Ir I   | 26  | −32 | 19h 44m    | −14o 48'  | 480       | 2,3    | −14,9m | 0,4 | 15,5' x 13,5'  |
| –              | NGC 147, DDO 3      | Cas | dE5    | 120 | −14 | 00h 33m    | +38o 30'  | 690       | 1,4    | −14,2m | 1   | 13,2' x 8,1'   |
| –              | NGC 185             | Cas | dE3    | 121 | −14 | 00h 38m    | +48o 20'  | 690       | 1      | −14,5m | 1   | 11' x 9,8'     |
| –              | IC 1613, DDO 8      | Cet | Ir I   | 129 | −60 | 01h 5,1m   | +02o 08'  | 720       | 3      | −14,3m | 0,1 | 20' x 18,5'    |
| Sculptor       |                     | Scl | E      | 284 | −84 | 00h 55,4m  | −34o 14'  | 50        | 0,7    | −9,8m  |     |                |
| Fornax         | PCG 10093, A0237    | For | dE2    | 237 | −65 | 02h 39,9m  | −34o 32'  | 110       | 1,6    | −11,3m |     |                |
| Lupus          |                     | Lup | E5     | 74  | −73 |            |           | 500       | 1,5    | −12,7m |     |                |
| Leo I          | DDO 74, A1006       | Leo | dE3    | 227 | +49 | 10h 8,5m   | +12o 18'  | 260       | 0,6    | −11,1m |     | 9,8' x 7,4'    |
| Leo II         | UGC 6253, DDO 93    | Leo | dE0    | 227 | +68 | 11h 13,5m  | +22o 10'  | 180       | 0,3    | −8,7m  |     |                |
| –              | IC 10               | Cas | Sc     | 119 | −3  | +00h 20,4m | +59o 18'  |           |        |        |     | 5' x 4'        |
| –              | IC 342              | Cam | SBcd   | 139 | +10 | 03h 46,8m  | +68o 06'  |           |        |        |     | 17,8'          |
| –              | NGC 6946, UGC 11597 | Cep | SBc    | 97  | +11 | 20h 34m    | +60o 0,9' | 800       | 2      | −17m   |     | 11' x 9,8'     |
| Leo III, Leo A |                     | Leo | Ir     | 187 | +54 |            |           |           |        |        |     |                |
| Sextans A      |                     | Sex | Ir     | 246 | +40 |            |           |           | 6300fé |        |     |                |
| Sextans C      |                     | Sex | E      |     |     |            |           |           | 4000fé |        |     |                |
| Ursa Maior     |                     | UMa | E      |     |     |            |           |           |        |        |     |                |
| Pegasus        |                     | Peg | E      |     |     |            |           |           |        |        |     |                |
| Draco          |                     | Dra | dE     |     |     | 17h 19,4m  | +57o 58'  | 70        | 0,3    |        |     |                |
| Ursa Minor     |                     | UMi | dE     |     |     | 15h 08,2m  | +67o 18'  | 50        | 0,3    |        |     |                |
| –              | NGC 300             | Sce | SAcd   | 299 | −80 | 00h 54m    | −37o 41'  |           |        | −8m    |     |                |

## Az extragalaktikus csillagászat távolságmeghatározási módszerei
Az extragalaxisok távolságának meghatározására használt legfontosabb módszerek. (Mvis: a módszerben használt égitest abszolút vizuális fényessége, rmax: a módszerrel mérhető maximális távolság)
| Módszer                                     | Abszolút Mvis | rmax            |
| ------------------------------------------- | ------------- | --------------- |
| RR Lyrae csillagok                          | + 0,m6        | 650 ezer        |
| Gömbhalmazok legfényesebb csillagai         | -2,m8 -- -1m9 | 3,3 millió      |
| Klasszikus cefeidák                         | -7m – -2m     | 13 millió       |
| Nóvák                                       | -9m – -6m     | 65 millió       |
| Legfényesebb (nem változó-) csillagok       | - 9m          | 65 millió       |
| Gömbhalmazok                                | -10m – -5m    | 70 millió       |
| H II területek átmérője                     | -             | 80 millió       |
| Szupernóvák                                 | -20m – -15m   | több százmillió |
| Legfényesebb galaxisok egy galaxishalmazban | -22m – -20m   | több milliárd   |

### Primer módszerek
Olyan távolságmérési eljárások, amelyeket a Tejútrendszeren belül is alkalmaznak. Ezen eljárások közös alapelve olyan objektumok látszó fényességének vagy szögátmérőjének a meghatározása, amelyek abszolút fényessége vagy valódi nagysága ismert. Természetesen itt feltételezzük, hogy a világegyetem vizsgálandó területén az említett égitestek mindenhol ugyanolyan tulajdonságokkal rendelkeznek.
RR Lyrae csillagok
Legfényesebb szuperóriások
Gömbhalmazok
H II területek
Nóvák
Szupernóvák
Cefeida-parallaxis (a Cefeida változócsillagok periódus-fényesség relációja alapján). A cefeidák fényességváltozását elsőként Henrietta Swan Leavitt figyelte meg 1912-ben. Az 1910-es években Harlow Shapley szisztematikus módszerrel meghatározta a periódus-fényesség reláció nullpontját, és ezzel egy új távolságmeghatározási módszerhez, a cefeida-parallaxishoz jutott. Ezzel a módszerrel nem csak a Tejútrendszeren belüli objektumok, hanem az extragalaxisok távolsága is meghatározható lett.

A fényességváltozás periódusából kiszámítható a csillag abszolút fényessége. A reláció függ a populációtól R. P. Kraft eredménye szerint:
Mpg = – 1,m80 – 1,m74 * logP
és
Mpg = – 0,m35 – 1,m75 * logP
az első ill. a második populációs cefeidák esetén. Mpg a fotografikus magnitúdót, P pedig a fényességváltozás mért periódusát jelöli. Az utóbbi összefüggés azonban csak a második populációs, -2m – nál fényesebb cefeidákra érvényes.

### Szekunder módszerek
Háromszögelés (geometriai módszer). Ezt a módszert alkalmazta Arisztarkhosz a Nap és a Hold távolságának becsléséhez.
Trigonometrikus-parallaxis (1818, Bessel). Ez a módszer csak a kb. 300 fényéven belüli csillagok távolságának meghatározására alkalmas.
Statisztikus-parallaxis
Doppler-effektus (az égitestek színképének vöröseltolódásásból). Shapley mutatott rá először, hogy a spirálködök (spirálgalaxisok) színképvonalai a laboratóriumi értékhez képest a hosszabb hullámhosszak, azaz a vörös felé eltolódtak. Ezt az ún. vöröseltolódás jelenséget 1919-ben C. Doppler a galaxisok távolodása miatt fellépő effektusként értelmezte; felállította a Hubble-törvényt: a galaxisok a távolságukkal egyenes arányban távolodnak tőlünk.

## Galaxispárok és galaxiscsoportok
Csillagászati megfigyeléseink bizonyítják, hogy galaxisok között szorosabb fizikai kapcsolat is kialakulhat egy adott galaxishalmazon belül. Erre elsősorban a galaxisok színképéből következtetnek (multiobjektum-spektrográfia). A megfigyeléseknél komoly problémát jelent a valódi és vetületi párok megkülönböztetése.
A Galaxiscsoportot alkot a Tejútrendszer a Kis Magellán-felhővel (SMC) és a Nagy Magellán-felhővel (LMC). Tipikus csoport még az M31 (Androméda-köd), M32 és az M110 Messier-objektumok. Az alábbi táblázat az utóbbi csoport fizikai tulajdonságait adja meg:
|                | M 31 | M 32 | M 110 |
| -------------- | ---- | ---- | ----- |
| Mphg           | A    | B    | C     |
| Szögnagyság    | 4,6  | 9,4  | 9,7   |
| Galaxis típusa | Sb   | E2   | SG0   |

m: magnitúdó, m(phg): fotografikus magnitúdó. A szögnagyság ívpercben van kifejezve, a galaxis típusa a Hubble-féle osztályozás alapján van megadva.
A galaxiscsoportok kutatása a csillagászat egy kevésbé fejlett területe, amely még számtalan megválaszolatlan kérdést tartogat a csillagászok számára:
- A fizikai párok tagjainak abszolút fényessége, színe, alakja, mérete eltér-e a különálló galaxisokétól?
- Van-e kapcsolat az egybetartozó galaxisok abszolút fényessége, színe, alakja, mérete között?
- Rendszerezettek-e a párok (például impulzusnyomatékuk szempontjából)? Egyenletesen helyezkednek-e el?
- Van-e összefüggés a rendszer tömege és a galaxisok morfológiai típusai között?

## Galaxishalmazok
A galaxisok halmazokba tömörülnek, amelyek akár több, mint ezer galaxist is tartalmazhatnak. Emiatt egyes galaxishalmazok össztömege elérheti a 10·1015 naptömeget, átmérőjük pedig a 3·107 fényévet. A csillagászati megfigyelések arra utalnak, hogy a galaxisok túlnyomó része halmazokban található. A legismertebb halmazok:
A halmaz, B halmaz, Bootes, Centaur, Coma, Corona Borealis, Hercules, Hydra, Leo, Perseus, Pisces, Ursa Maior I, Ursa Maior II, Virgo
A Virgo-halmaz környékén feltűnően sok galaxis található. Ebből arra következtethetünk, hogy a galaxisok szuperhalmazokat alkotnak. Tejútrendszerünk e szuperhalmaz szélén, a Virgo-halmaz pedig a közepe táján helyezkedik el. A Virgo szuperhalmaz – aminek átmérője meghaladja az 1,5·1010 fényévet – galaxisai 50-200 milliárd év alatt kerülik meg egyszer a középpontját. A szuperhalmazokon túlmenően úgy tűnik, hogy a galaxisok egy buborékszerű képződményben helyezkednek el, térbeli eloszlásuk tehát nem egyenletes.

## A magyar csillagászképzésben szereplő extragalaktikus témájú észlelési programok
- A galaxisok általános jellemzői és osztályozása
- A galaxisok térbeli eloszlása
- Galaxishalmazok
- Elliptikus galaxisok és öblök
- Galaxiskorongok. S0 galaxisok
- Küllős spirálgalaxisok
- Spirálgalaxisok
- Intenzív csillagképződés galaxisokban. Im és pekuliáris galaxisok
- A galaxisok kölcsönhatása
- Aktív elliptikus galaxisok
- Észlelő kozmológia

## Külső hivatkozások
- Magyar Tudomány, 2004/6 732. o. Frey Sándor; Az Univerzum, amelyben élünk – Extragalaktikus csillagászat
- Észlelő csillagászat II. (Extragalaktikus csillagászat)
- Jacqueline Mitton: Dictionary of astronomy
- Hírek az extragalaktikus csillagászat világából